# Distretto di Llalli
Il distretto di Llalli è uno dei nove distretti della provincia di Melgar, in Perù. Si trova nella regione di Puno e si estende su una superficie di 216,36 chilometri quadrati.

Ha per capitale la città di Llalli; nel censimento 2005 si contava una popolazione di 4.166 unità.